# Gran Premio Industria e Commercio di Prato 1955
Il Gran Premio Industria e Commercio di Prato 1955, decima edizione della corsa, si svolse l'8 settembre 1955 su un percorso di 223 km, con partenza e arrivo a Prato. La vittoria fu appannaggio dell'italiano Aldo Moser, che completò il percorso in 6h26'02", alla media di 34,663 km/h, precedendo i connazionali Cleto Maule e Gianfranco Sobrero.

## Ordine d'arrivo (Top 10)
| Pos. | Corridore           | Squadra        | Tempo    |
| ---- | ------------------- | -------------- | -------- |
| 1    | Aldo Moser          | Torpado-Ursus  | 6h26'02" |
| 2    | Cleto Maule         | Torpado-Ursus  | a 5'22"  |
| 3    | Gianfranco Sobrero  | Fiorelli       | s.t.     |
| 4    | Virgilio Rezzi      | Individuale    | a 7'28"  |
| 5    | Arrigo Padovan      | Arrow          | a 7'42"  |
| 6    | Danilo Barozzi      | Atala-Pirelli  | s.t.     |
| 7    | Bruno Tognaccini    | Atala-Pirelli  | s.t.     |
| 8    | Roberto Falaschi    | Welter-Ursus   | s.t.     |
| 9    | Marcello Pellegrini | Welter-Ursus   | s.t.     |
| 10   | Sergio Vitali       | Leo-Chlorodont | s.t.     |